# اسماعیل فلاح‌پور
اسماعیل فلاح‌پور (زادهٔ ۲ تیر ۱۳۴۶ در رشت) کارگردان سینما و تلویزیون اهل ایران است. وی فعالیت‌های هنری خود را از سال ۱۳۶۳ و با انجمن سینمای جوان ایران آغاز کرد. وی در سال ۱۳۶۴ دوره کارشناسی سینما و در سال ۱۳۷۱ که اولین دوره کارشناسی ارشد سینما در ایران برگزار شد، موفق به دریافت مدرک کارشناسی ارشد سینما گردید. در سال ۱۳۹۷ نیز موفق به اخذ کارشناسی ارشد در رشته تهیه کنندگی تلویزیون از دانشگاه صداوسیما گشت.
وی از ۱۳۸۳ تاکنون به عنوان عضو هیئت علمی و مدرس سینما در مرکز آموزش های هنری و سینمایی دارالفنون به تدریس سینما اشتغال دارد.

## فعالیت‌های هنری
از فعالیت‌های هنری فلاح‌پور می‌توان به منتقد آثار سینمایی و تلویزیونی و همکاری با مطبوعات سینمایی طی سالهای ۱۳۶۷ تا ۱۳۷۳ اشاره کرد. وی اولین فیلم سینمایی بلند خود را به نام «حرفه‌ای» در سال ۱۳۷۵ و دومین فیلم سینمایی بلند را به نام «تیک» در سال ۱۳۸۰ کارگردانی کرد. وی یکی از اساتید مؤسسه دارالفنون می‌باشد. فیلم استخر او با تأثیر از یکی از مهمترین فیلم‌های کلاسیک هانری ژرژ کلوزو فرانسوی ساخته شد.

## گزیدهٔ آثار
از فیلم‌های سینمایی و تلویزیونی او می‌توان به آثار زیر اشاره کرد:
- «آوای مهربان» ۱۳۷۲
- «حرفه‌ای» ۱۳۷۵
- «در جستجوی گمشده» ۱۳۷۵
- خانه متروک (۱۳۷۹)
- «تیک» ۱۳۸۰[۲]
- «داستان پاییزی» ۱۳۸۲
- «بلند گریه کن» ۱۳۸۵
- «ما هنوز زنده‌ایم» ۱۳۸۵
- «امن‌ترین جای دنیا» ۱۳۸۶
- «عشق گمشده» ۱۳۸۶
- «عبور از شب» ۱۳۸۶
- «نابغه» ۱۳۸۷
- «فصل آخر» ۱۳۸۷
- «لحظه دیدار» ۱۳۸۸
- سریال تلویزیونی «زمانی برای پشیمانی»
- «خیابان یک طرفه» ۱۳۹۱
- «ساخت فیلم تبلیغاتی محسن رضایی» ۱۳۹۲[۳]
- استخر (فیلم ۱۳۹۳)
- «شیخ شریف»